# Ilse Wischer
Ilse Wischer (* 11. Oktober 1959 in Stendal als Ilse Mäcker) ist eine deutsche Linguistin und Hochschullehrerin. Sie war  Professorin am Institut für Anglistik und Amerikanistik der Universität Potsdam und forschte im Bereich der Mechanismen des Sprachwandels. 

## Werdegang
Wischer absolvierte von 1978 bis 1982 ein Lehramtsstudium für die Fächer Englisch und Russisch an der Pädagogischen Hochschule Potsdam und anschließend ein Forschungsstudium im Bereich der englischen Linguistik, das sie 1985 mit einer Promotion abschloss. Der Titel ihrer Dissertation lautet Der englische modifizierte Nominalverband des Typs „Nominalverband und Präpositionalverband“ und seine deutschen Äquivalente. Von 1985 bis 1991 hielt sie als Lehrbeauftragte an der Pädagogischen Hochschule Potsdam Lehrveranstaltungen im Bereich der englischen Linguistik. 1991 wechselte sie als Lehrbeauftragte an den Fachbereich für Anglistik und Amerikanistik der Universität Potsdam. Dort erfolgte 1996 ihre Habilitation mit der Schrift Elemente und Relationen im modifizierten Nominalverband – untersucht am Beispiel der englischen Sprache. Sie erhielt die venia legendi für Englische Philologie unter besonderer Berücksichtigung der Sprachwissenschaft.
Im Wintersemester 1996/1997 war sie Vertretungsprofessorin an der Heinrich-Heine-Universität Düsseldorf und kehrte zum Sommersemester 1997 ebenfalls als Vertretungsprofessorin an die Universität Potsdam zurück. Dort wurde sie 2002 zur außerordentlichen Professorin ernannt und vertrat im Sommersemester 2002/2003 die Englische Linguistik an der Carl-von-Ossietzky-Universität in Oldenburg. 2003 kehrte sie an den Lehrstuhl für Englische Historische Linguistik (und mittelalterliche Literatur) in Potsdam zurück. 2008/2009 übernahm sie eine Vertretungsprofessur für Historische Englische Linguistik an der Freien Universität Berlin. Seit 2009 arbeitet sie erneut als außerplanmäßige Professorin für die Entwicklung und Variation der englischen Sprache an der Universität Potsdam. Von 2009 bis 2015 war sie darüber hinaus Dekanin für Studium und Lehre der Philosophischen Fakultät in Potsdam. Seit April 2024 ist sie im Ruhestand.
Wischers Forschungsschwerpunkte sind die Mechanismen des Sprachwandels, besonders im Bereich der Grammatik, der Sprachkontakt in der Geschichte des Englischen sowie Grammatik und Philologie im 18. und 19. Jahrhundert. Sie organisierte Fachkongresse und wurde zu zahlreichen Gastvorträgen und Kongressen auf internationaler Ebene eingeladen.

## Schriften

### Monografien
- Der englische modifizierte Nominalverband des Typs „Nominalverband und Präpositionalverband“ und seine deutschen Äquivalente, Potsdam 1986.
- Elemente und Relationen im modifizierten Nominalverband – untersucht am Beispiel der englischen Sprache, Frankfurt am Main 1997, ISBN 978-3-631-31398-5.
- mit Matthias Andreas Fritz (Hrsg.): Historisch-vergleichende Sprachwissenschaft und germanische Sprachen. Akten der 4. Neulandtagung der Historisch-Vergleichenden Sprachwissenschaft in Potsdam 2001 (= Innsbrucker Beiträge zur Sprachwissenschaft. Band 113). Inst. für Sprachwiss., Innsbruck 2004, ISBN 3-85124-695-0.
- mit Gabriele Diewald: New Reflections on Grammaticalization. John Benjamins, Amsterdam, Philadelphia 2002 (= Typological Studies in Language, 49), ISBN 978-90-272-2954-0.
- mit Katrin Röder (Hrsg.): Proceedings – Anglistentag 2012 Potsdam, Wissenschaftlicher Verlag Trier, Trier 2012, ISBN 978-3-86821-488-8.
- mit Gabriele Diewald und Leena Kahlas-Tarkka (Hrsg.): Comparative Studies in Early Germanic Languages: With a focus on verbal categories, John Benjamins, Amsterdam, Philadelphia 2013 (= Studies in Language Companion Series, 138), ISBN 978-90-272-0605-3.

### Aufsätze (Auswahl)
- Zum kategorialen Status von Derivationsaffixen im Rahmen von Grammatikalisierungsprozessen, in: Thomas Stolz (Hrsg.): Grammatikalisierung und grammatische Kategorien, Universitätsverlag Brockmeyer, Bochum 2008 (=Diversitas Linguarum, 21), ISBN 978-3-8196-0719-6, S. 135–146.
- Englisch-französischer Sprachkontakt und die Kontroverse um die (Dis)Kontinuität der englischen Sprachentwicklung, in: Thomas Stehl (Hrsg.): Kenntnis und Wandel der Sprachen. Beiträge zur Potsdamer Ehrenpromotion für Helmut Lüdtke, Narr, Tübingen 2008, ISBN 978-3-8233-6362-0, S. 151–169.
- Grammaticalization and Word Formation, in: Bernd Heine, Heiko Narrog (Hrsg.): The Oxford Handbook of Grammaticalization, University Press, Oxford 2011, ISBN 978-0-19-958678-3, S. 356–364.
- English Historical Linguistics in Germany: Past, Present and Future, in: The English Research Association of Hiroshima, 28(1/2), 2011, S. 23–40.
- Grammatikalisierungsprozesse in der Geschichte des Englischen - Morphologisierung versus Syntaktisierung, in: Sybille Große u. a. (Hrsg.): Angewandte Linguistik – Linguistique appliqué: Zwischen Theorien, Konzepten und der Beschreibung sprachlicher Äußerungen – Entre théories, concepts et la description des expressions linguistiques. Peter Lang, Frankfurt/Main u. a. 2013, ISBN 978-3-631-63476-9, S. 315–324.